# Miguel Zaragoza

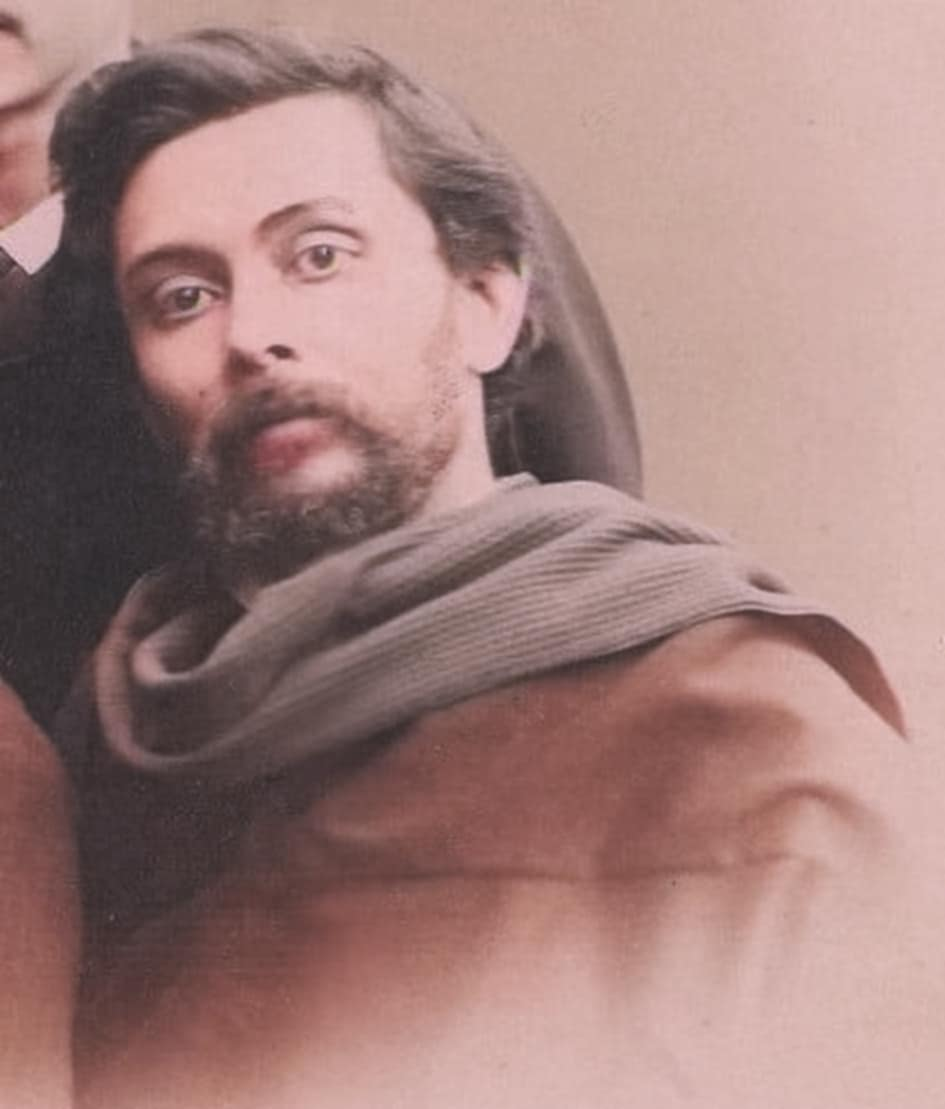
Miguel Zaragoza.

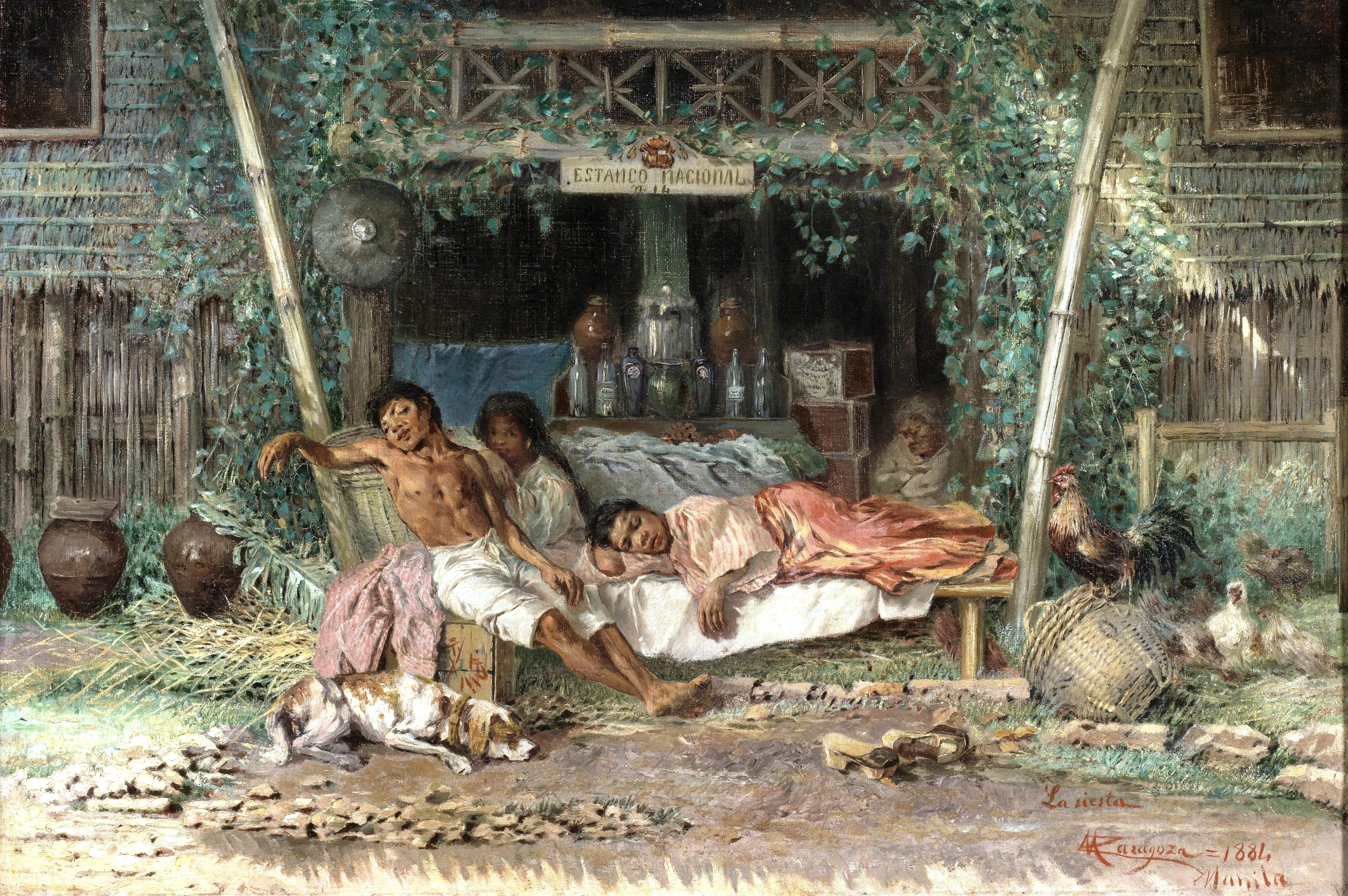
La siesta. Estanco nacional, óleo sobre lienzo, 40 x 59 cm, Madrid, Museo Nacional de Antropología.

Miguel Zaragoza y Aranquizna fue un poeta y pintor Filipino. Nació en San Isidro, Nueva Écija, Capitanía General de Filipinas  en 1844 y murió en Madrid en 1923. Becado por el gobierno de Madrid, estudió en la Academia de Bellas Artes de San Fernando y en la Academia de Roma.

## Biografía
Miguel Zaragoza es hijo de Don Rafael Zaragoza y Escalante, criollo y Gregoria Aranquizna, tagalo. Fue profesor del Ateneo de Manila y de la Escuela Superior de Pintura, Grabado y Escultura. Algunos de sus cuadros se conservan hoy en el palacio gubernamental de Malacañán, en Manila. Fue contemporáneo de Don Fabian de la Rosa, Rafael Enriquez y Toribio Herrera. En su juventud, Zaragoza asistió a la Academia de Manila y fue enviado a Madrid para continuar sus estudios como pensionado.
Como literato, le cabe el honor de ser autor del primer poemario en castellano escrito por un filipino: Flores Filipinas, publicado en Madrid en 1864.  Editó el periódico La Ilustración Filipina entre 1891 y 1895.
Participó en la revolución de 1898, contribuyendo a la redacción final de la Constitución de Malolos. 